# Linde (Friesland)

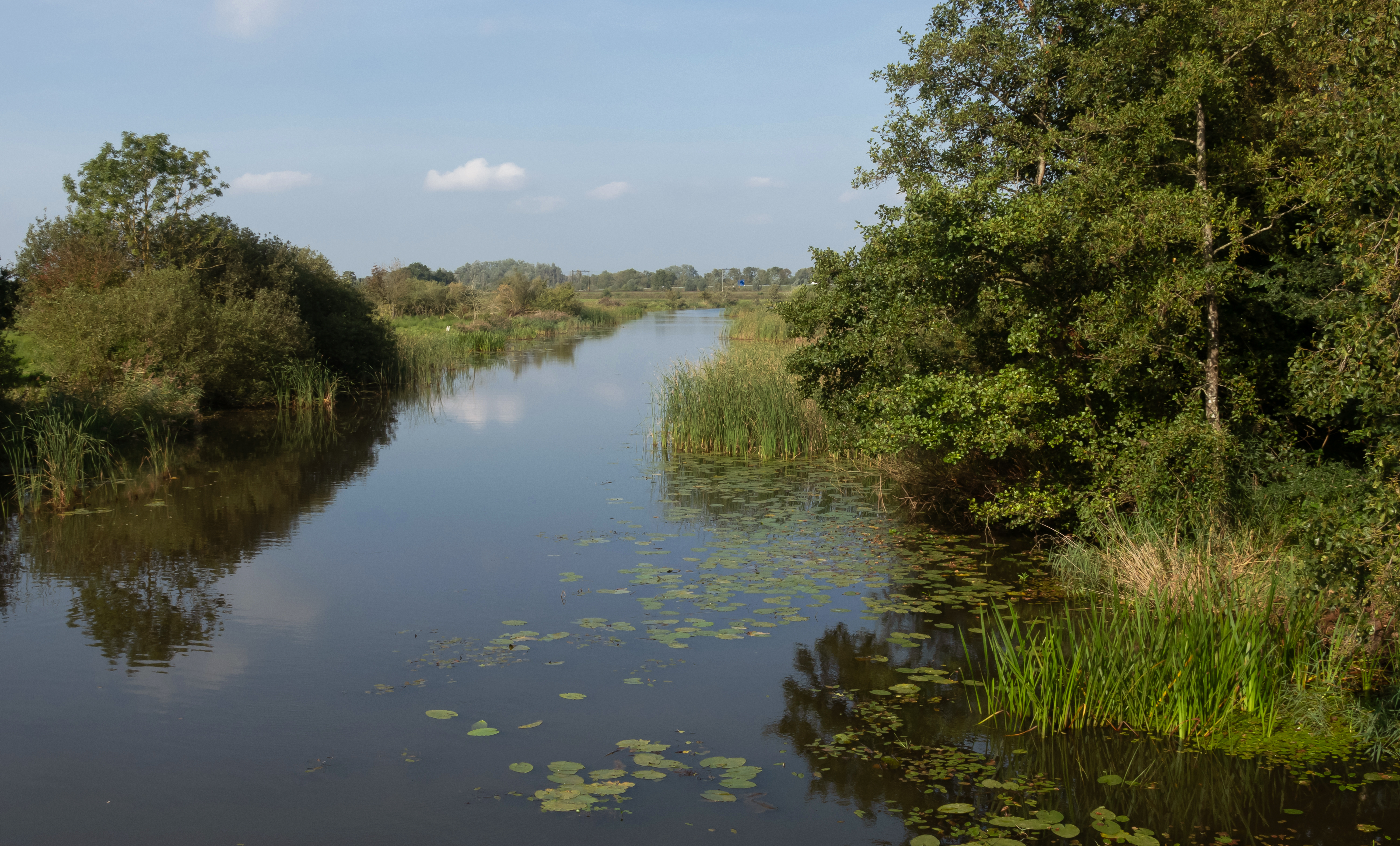
de Linde tussen Wolvega en De Blesse

De Linde (Stellingwerfs en officieel: De Lende, Fries: De Linde) is een rivier in Zuid-Friesland in de gemeentes Oost- en Weststellingwerf. Tussen het meertje Het Wijde en het dorp Slijkenburg vormt ze de natuurlijke grens tussen Overijssel en Friesland. De bron van de Linde ligt in de buurt van Tronde. 
De rivier stroomt ten zuiden van de rij dorpen Oldeholtpade - Wolvega - Sonnega - Oldetrijne en ten noorden van de dorpenrij Boijl - Noordwolde -Vinkega - Steggerda - Peperga - Blesdijke - Oldemarkt. De Linde is recreatief goed bevaarbaar tot ver voorbij Wolvega (stroomopwaarts). Aan de Linde zijn diverse haventjes (Blessebrug, Olde Lende, Driewegsluis) evenals aanlegstijgers van recreatieschap Marrekrite. De Lindewijk in Wolvega is vernoemd naar de rivier en is zo ontworpen dat het water van de Linde ver de wijk in stroomt.

## Loop en monding
De Linde loopt van Tronde tot aan Kuinre. Bij Slijkenburgerzijl mondt hierin de Kuinder of Tjonger uit. Het laatste stuk vanaf Slijkenburgerzijl heette oorspronkelijk Kuindervaart of (Olde) Kuinder, maar stond vanaf de 17e eeuw bekend als Kromme Linde. De benedenloop van de Tjonger tussen Schoterzijl en Slijkenburgzijl stond sindsdien bekend als Bijlinde of Tusschenlinde.
De rivier is bevaarbaar vanaf even ten noorden van De Hoeve, waar de Noordwoldervaart of IJkenverlaat in de rivier stroomt, en oostelijker daarvan nog voor kano's. Ter hoogte van Steggerda komt de Steggerdavaart in de Linde uit en bij Oldemarkt het Mallegat. Even verderop wordt de Linde onderbroken door de niet meer regulier in gebruik zijnde Driewegsluis, via een nieuw gegraven omleiding en de Linthorst Homansluis komt men verder. Hier takt ook de Jonkers- of Helomavaart naar het noorden af, als doorgaande vaarroute naar Friesland.
Ter hoogte van Ossenzijl komt de Ossenzijlersloot uit in de Linde, met vaarroutes richting Steenwijk, Zwartsluis en Blokzijl. De Linde gaat verder naar Kuinre, maar stroomt sinds de aanleg van de Noordoostpolder de tegengestelde richting uit. Te Kuinre is verbinding met het hoger gelegen Nieuwe Kanaal, verderop Tusschen Linde, richting de Tjonger. Te Kuinre is vanuit het Nieuwe Kanaal  (1842/43) wel een spuisluis naar de lagergelegen vaarten in de Noordoostpolder, maar geen vaarverbinding.
De Linde mondde voor de aanleg van de Noordoostpolder bij Kuinre uit in de Zuiderzee. Maar in de middeleeuwen lag er nog land tussen Kuinre en de Zuiderzee. De Linde liep dan ook verder door over de grens van wat nu het nieuwe land van de Noordoostpolder is. Ten noorden van Baarlo liep de rivier weer naar het oosten het oude land in. De Baarlose weg vormt een oude dijk langs deze oude loop.
Ten oosten van Blokzijl vloeide de rivier samen met de Steenwijker Aa. Het Giethoornsche Meer is een gevolg van een oude afgesnoerde meander die door de werking van de westenwind open is gebleven en door de afslag van de oever naar het oosten verplaatst is. Bij dit meer is de oude voormalige loop van de Linde nog te herkennen in watertjes als het Zuiderdiep en Rotwetering. Ten noorden van het gehucht Leeuwte stroomde ze de Zuiderzee in. Door de afslag van de kust is de loop vanaf Kuinre verdwenen.

## Natuurgebied
Het riviertje ligt in een dal dat tijdens het Saalien door een gletsjertong is gevormd. Het dal is later met hoogveen begroeid geraakt dat aan het eind van de 18e eeuw in vervening raakte. Tussen 1922 en 1927 is de rivier gekanaliseerd. In de jaren dertig begon de ontginningsmaatschappij De Drie Provinciën delen van het dal van de Linde te ontginnen door middel van de werkverschaffing. In 1933 kwam de Lindepolder gereed. In de jaren dertig werden trilvenen en blauwgraslanden ontdekt met kenmerkende soorten als parnassia, groenknolorchis en veenmosorchis. Daarop streefde It Fryske Gea naar verwerving van natuurgebieden langs de rivier. In 1938 werd het eerste gebied aangekocht. Tot 2007 is er inmiddels 785 hectare verworven, waaronder de gebieden Helomapolder, Driessenpolder, Gorterspolder, Botkereservaat, Onland en Oude Stroomdal. Het reservaat wordt de Lindevallei (Stellingswerfs: Lendevallei) genoemd. Het dal vormt tevens een verbinding tussen het Nationaal Park Weerribben-Wieden en het natuurreservaat Rottige Meente.

## Verdedigingswerken
In 1672 werd langs de Linde de Lindelinie aangelegd om bisschop Bernhard van Galen van Münster te keren. Deze liep van de Zwartendijksterschans ten westen van Een naar Slijkenburg. Langs de Linde zijn de restanten de Bekhofschans ten zuiden van Oldeberkoop nog te vinden. Ter verdediging van Friesland is tijdens de aanval door Bernhard van Galen in 1672 het Lindedal blank gezet.